# 尼利 (密西西比州)
尼利（英語：Neely）是位於美國密西西比州格林縣的非建制地區。

## 歷史
尼利的郵局自1907年營運至今。

## 地理
尼利所處的海拔為高於海平面68米（即223英呎），而該地所採用的時區為UTC-6，即北美中部時區（CST）。同時該地設有夏令時間，為UTC-6調快一小時，即UTC-5（CDT）。